# Mieszanka roślin
Mieszanka roślin – zasiew składający się z kilku roślin, których nasiona zostały w odpowiednich proporcjach ilościowych zmieszane przed siewem. Wyróżnia się mieszanki gatunkowe oraz odmianowe. Mieszanki uprawiane są głównie na paszę.
Mieszanki mogą być: przeznaczone na zbiór ziarna pastewnego, przeznaczone na zbiór zielonej masy, wysiewane w celu uzyskania nasion z wylegających roślin strączkowych.

## Uprawa mieszanek zbożowych
Uprawa mieszanek zbożowych jest uzasadniona na średnich i słabych glebach, mozaikowych, zmiennych, przeważnie o niskiej kulturze roli.
Zalety mieszanek w stosunku do siewu czystego:
- ograniczenie kosztów agrotechniki[2],
- wierność plonowania, jednak przy niskim plonowaniu (poniżej 3 t/ha)[2],
- dobre wykorzystanie nawozu oraz wody z gleby (odporność na suszę)[2],
- mało podatne na wyleganie[2],
- konkurencyjne wobec chwastów[2],
- mniej wrażliwe na szkodniki i choroby[2],
- lepsza jakość dzięki zmniejszeniu udziału plewki w plonie ogólnym[2].

Polska ma największy udział mieszanek w strukturze zasiewów w Unii Europejskiej, jednak oczekuje się, że udział mieszanek międzygatunkowych będzie spadać. W Polsce występują głównie mieszanki zbóż jarych.